# 花の咲く家
『花の咲く家』（はなのさくいえ）、東海テレビ制作・フジテレビ系列で、1993年9月27日～12月29日にオムニバス形式で放送された昼ドラである。

## 第1部「危険な愛」
9月27日～10月29日に放送。単身赴任をしていた夫が赴任期間を終えて家に戻ると、彼の愛人が後を追って来てしまい騒動となる。

### キャスト
- 原田大二郎
- 萩尾みどり
- 遠藤憲一
- 可愛かずみ

## 第2部「半熟夫婦」
11月1日～11月26日に放送。マザコン気味の男性とお嬢様育ちの女性が結婚するが、お互い未熟な面がある2人の新婚生活は波乱のスタートを切る。

### キャスト
- 川野太郎
- 野村真美

## 第3部「旅立ち」
11月29日～12月29日に放送。念願のマイホームを手に入れた熟年夫婦に隠し子が発覚して騒動となる。

### キャスト
- 土門幸平：河原崎長一郎
- 土門の妻：高田敏江
- 原日出子
- 遠藤憲一
- 三夏紳
- 菊地陽子

## スタッフ
- 演出：松生秀二
- プロデューサー：松生秀二、平野一夫、田尻丈人
- 脚本：下飯坂菊馬、高橋留美、石川雅也
- 音楽：大島ミチル
- 制作会社：東海テレビ、泉放送制作

## 主題歌
- 『心　恋に染めて』 歌：松野こうき